# Kiikeli
Kiikeli est une île de l'embouchure du  fleuve Oulujoki à Oulu en Finlande.

## Présentation
Kiikeli est au sud de la place du marché d'Oulu et de bibliothèque municipale et du Théâtre municipal dans la section Meritulli du quartier de Pokkinen.
L'île abrite actuellement le quartier résidentiel de Kiikelinranta et la marina de Meritulli, construite en 1999 et accessible par la rue Kiikelinsilta. 
La partie nord de Kiikeli et la petite île d'Elba constituent le parc de  Kiikeli qui a reçu le prix de la structure environnementale de l'année 2002.
Auparavant, Kiikeli abritait le centre de voile des marins d'Oulu et du club nautique d'Oulu.
Construit sur l'île en 1960, le hangar à bateaux du centre de voile et ses bateaux ont été détruits dans un incendie en 1972.
L'île a aussi abrité une centrale électrique à vapeur, mise en service en 1889, qui produisait de l'électricité pour l'éclairage public de la ville.

## Vues de Kiikeli

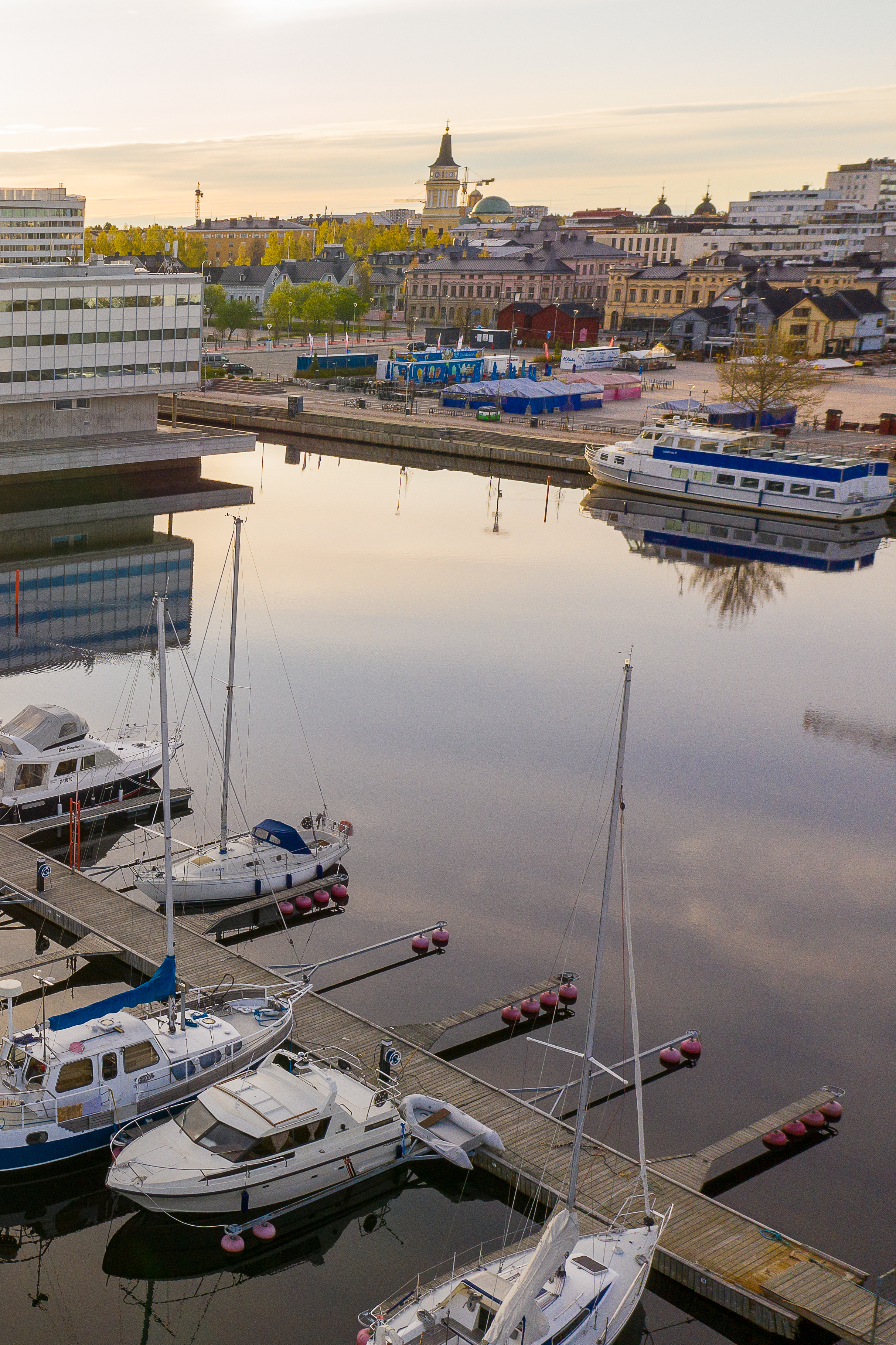
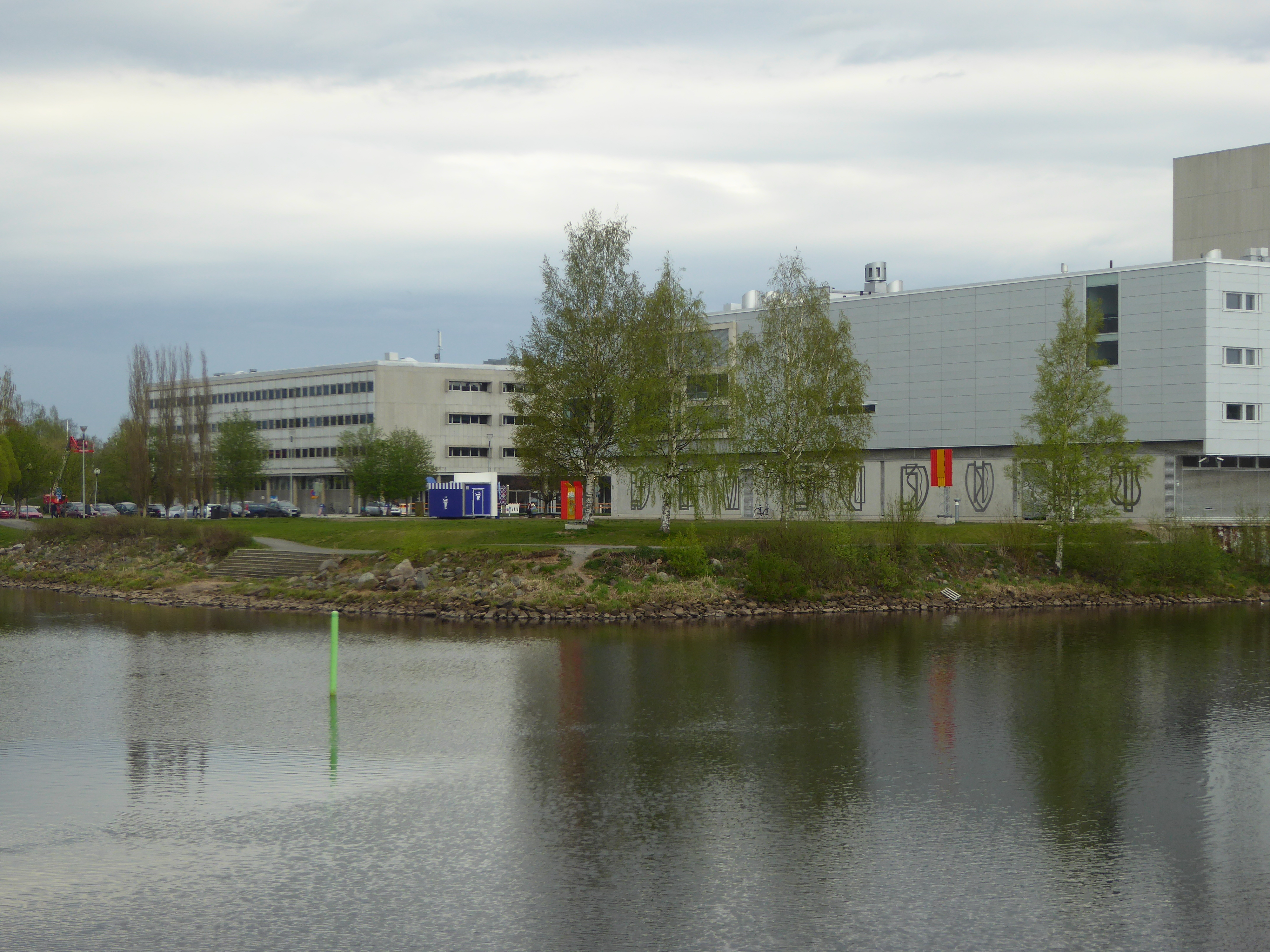
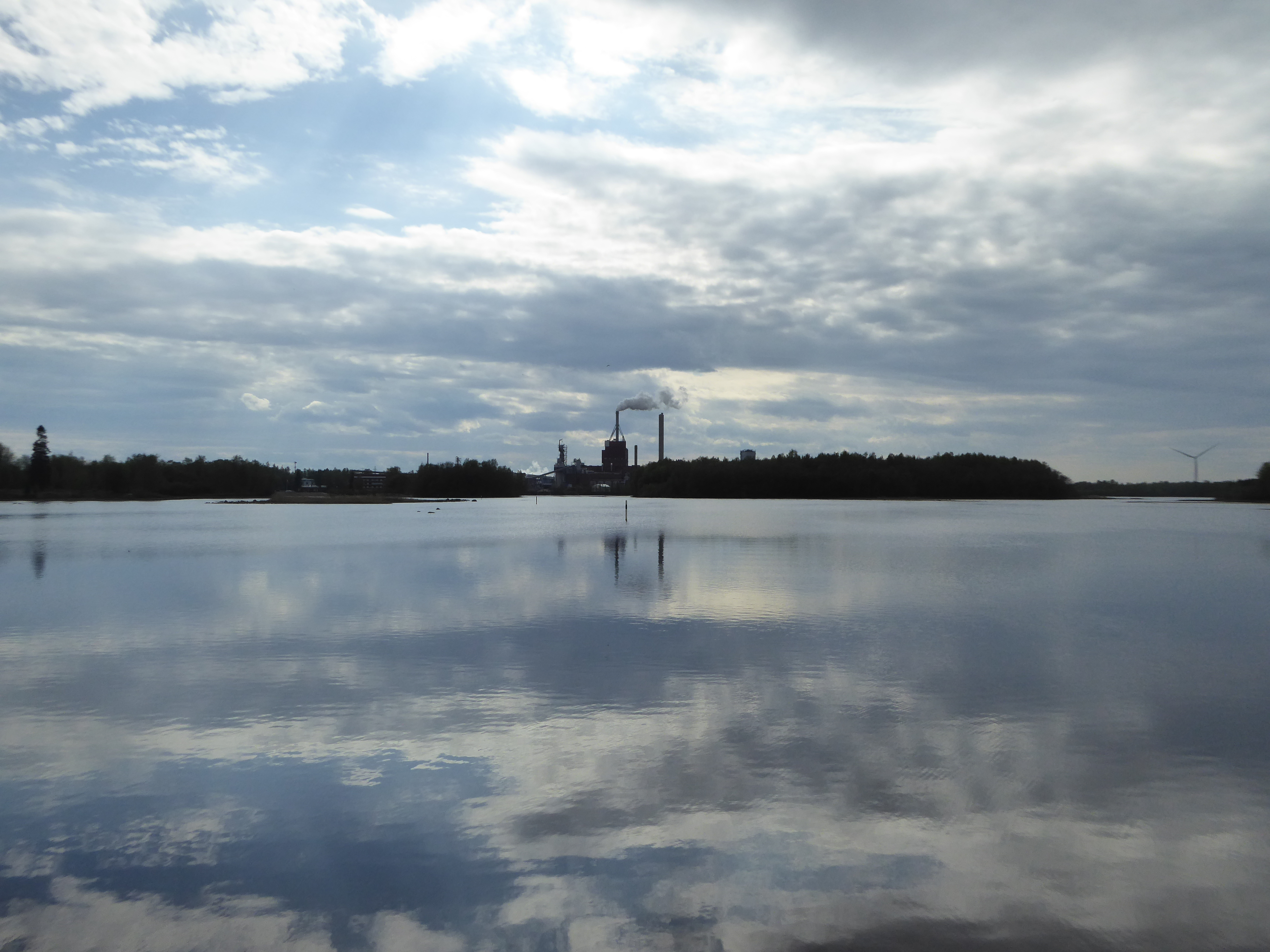
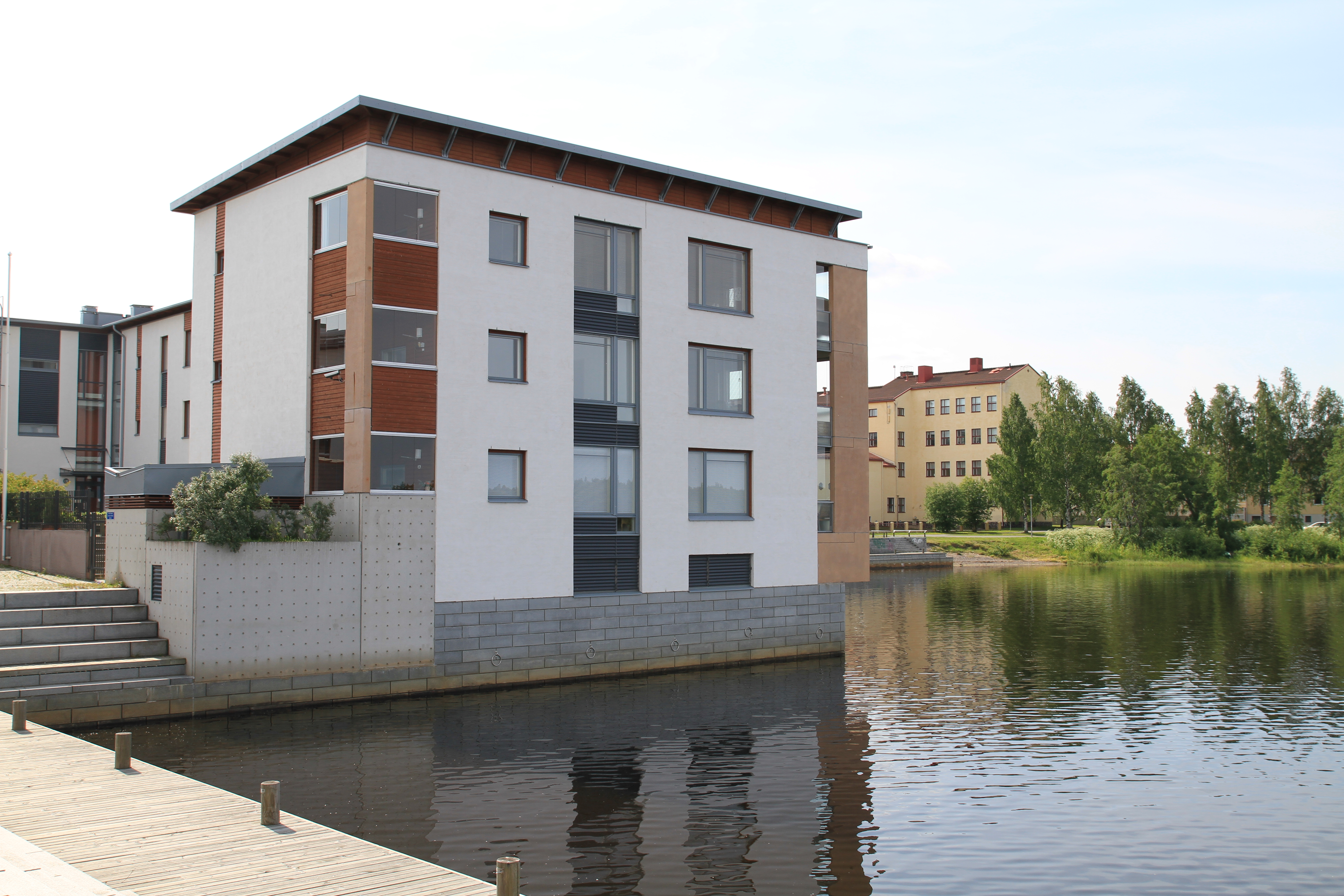
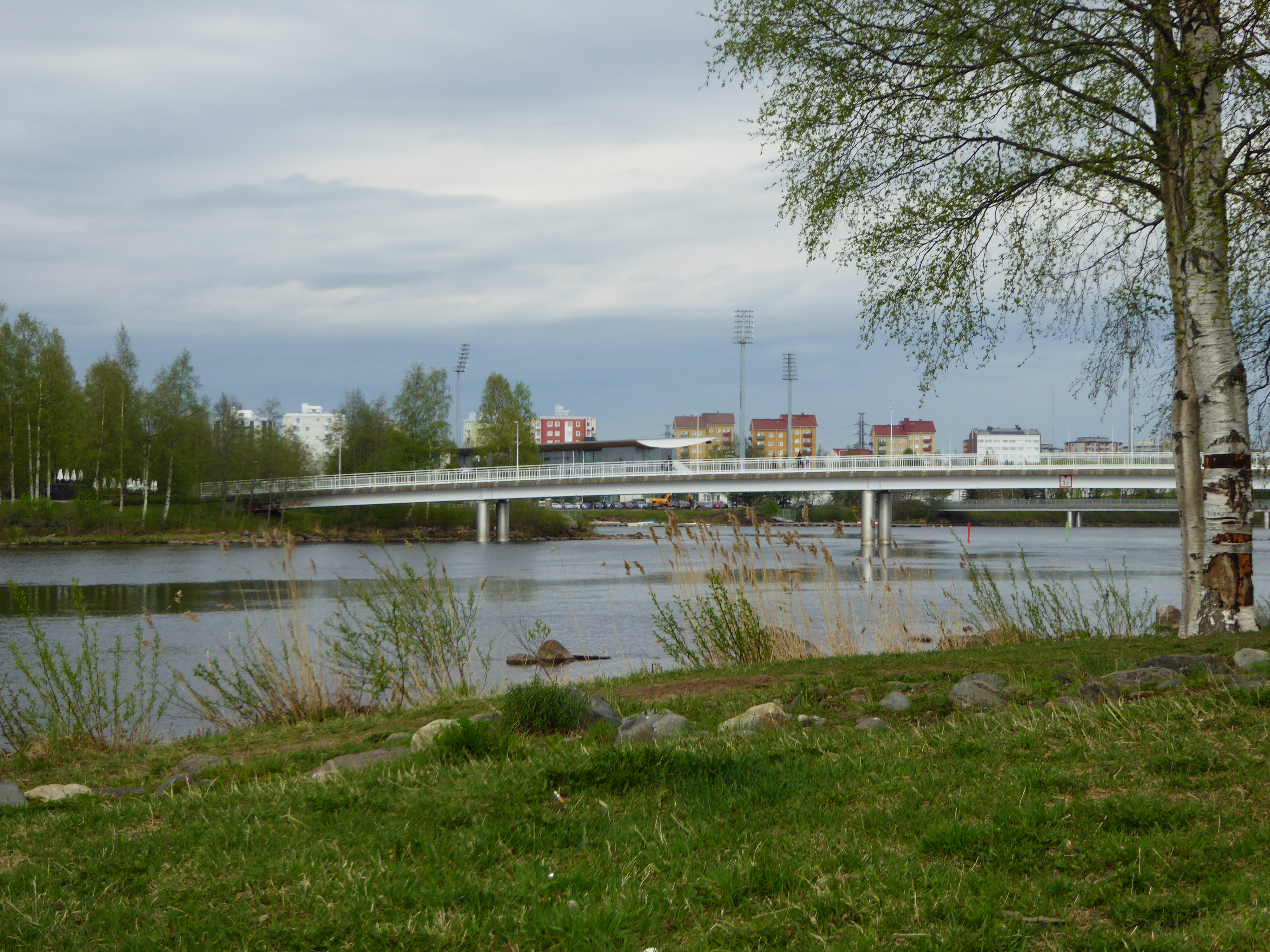
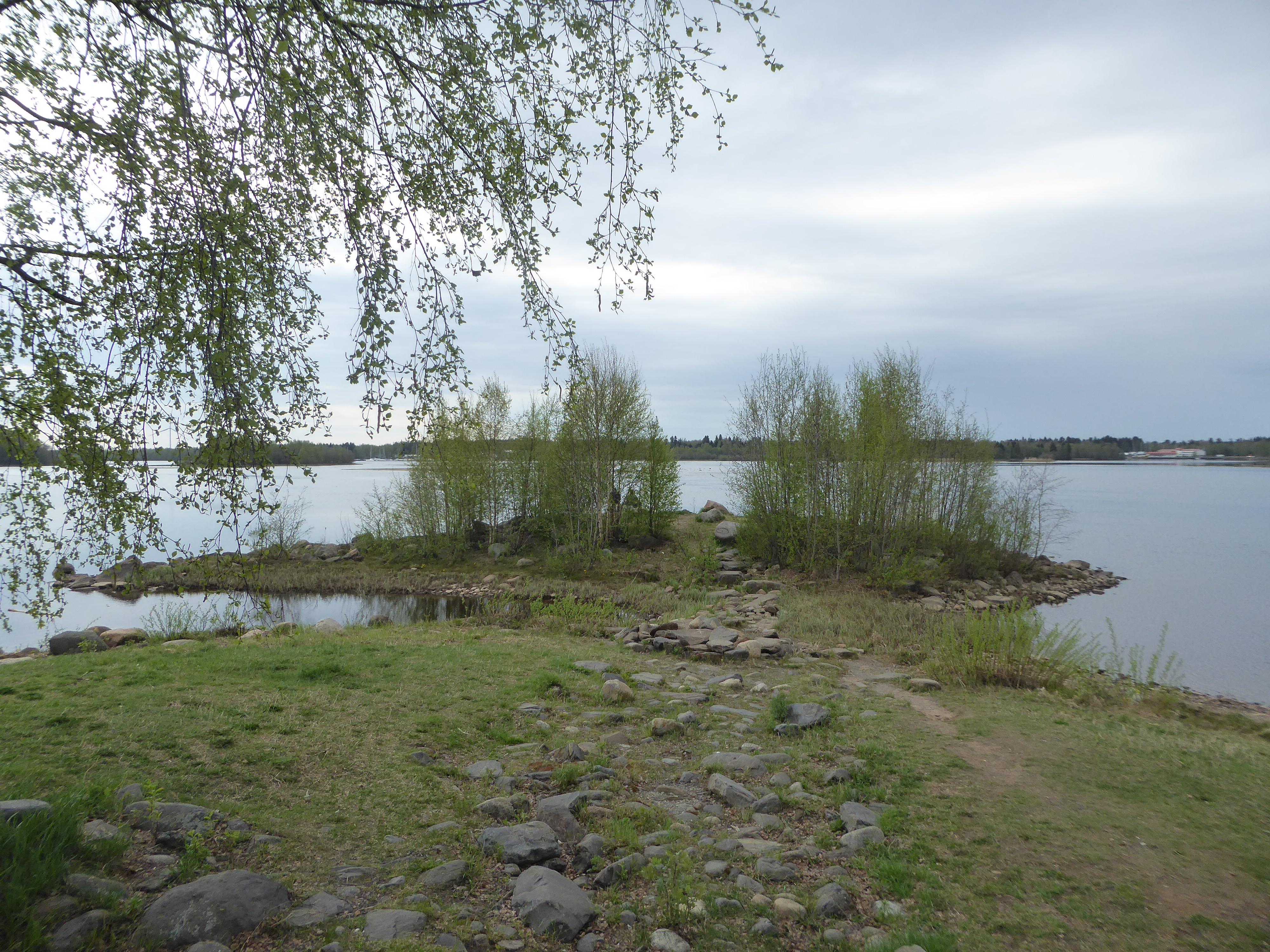
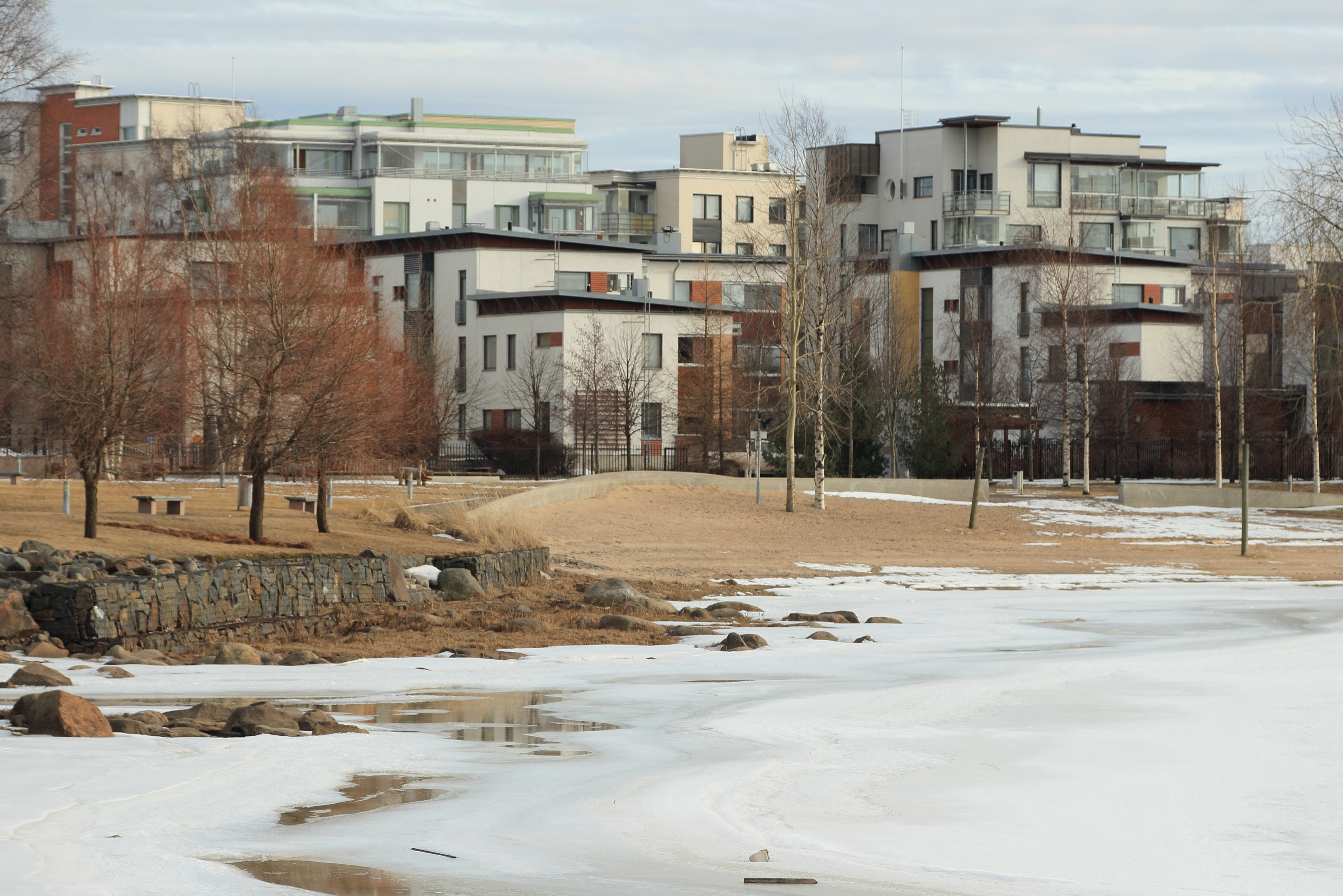
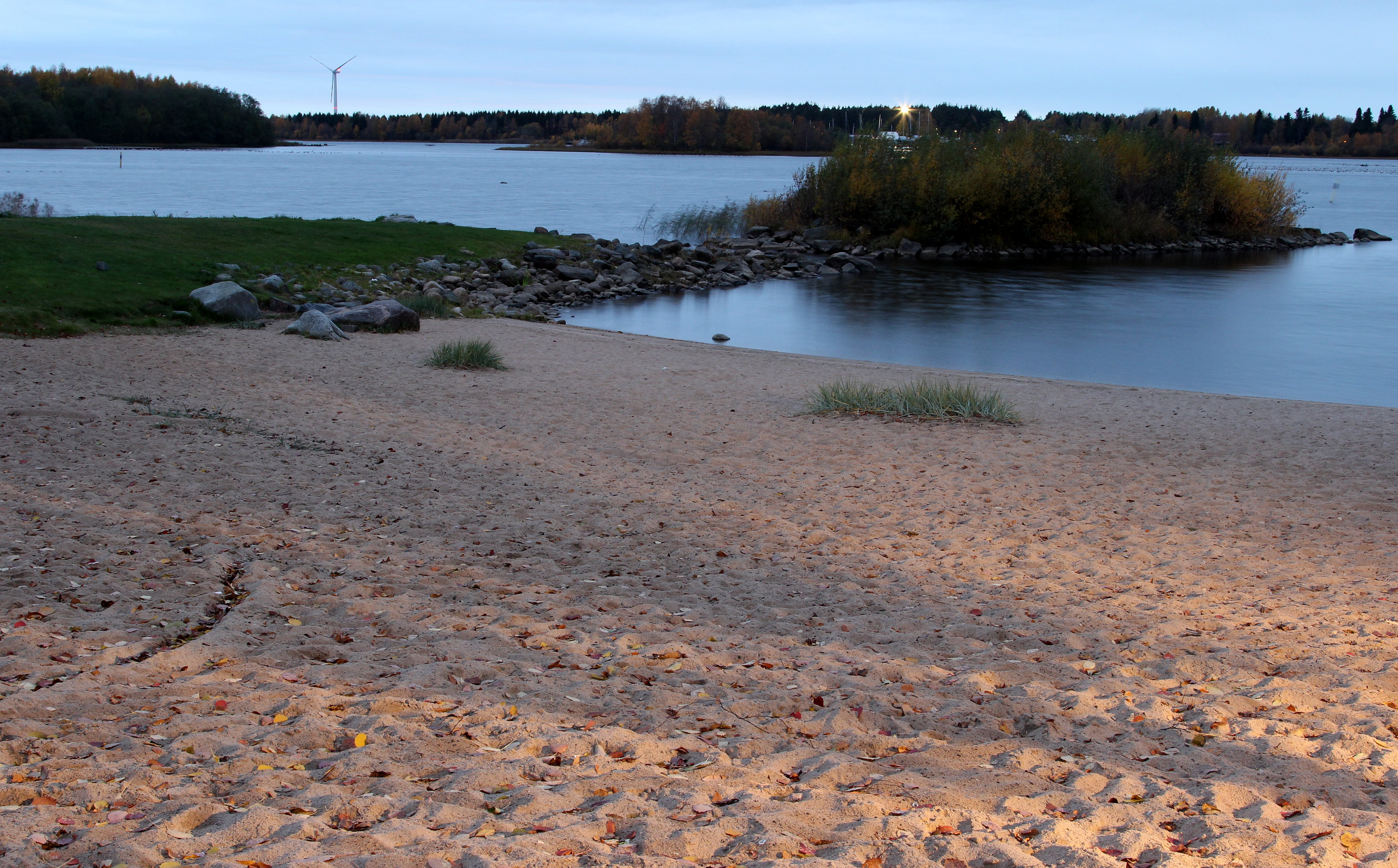